# Zachariasz Pribislavović
Zachariasz Pribislavović (serb.: Захарија Прибислављевић, Zacharija Pribislavlević) – książę serbski panujący od 920 do 924 roku.
Zachariasz był synem Pribisława, księcia serbskiego w latach 891-892. W 917 roku car Symeon I niespodziewanie najechał Serbię, strącił z tronu Piotra Gojnikovicia i osadził swego kandydata Pawła Bronovicia. Cesarz bizantyński Roman I Lekapen poparł wtedy Zachariasza Pribislavovicia. Paweł pokonał go, po czym sam przeszedł na stronę Bizancjum, które mniej było wówczas dla Serbii groźne, niż okrążająca ją od wschodu i północy Bułgaria. W rezultacie wolty Pawła car Symeon zrzucił go w 920 roku z tronu i osadził na nim niedawnego kandydata bizantyńskiego Zachariasza Pribislavovicia. Zachariasz tak jak i jego poprzednik po odejściu Bułgarów nawiązał kontakty z Bizancjum i przerzucił się na stronę odległego cesarstwa walczącego z Bułgarią. Armia bułgarska wysłana przeciw Serbom została pokonana. Książę Zachariasz odesłał głowy pokonanych wodzów bułgarskich do Konstantynopola jako trofeum wojenne. W 924 roku do Serbii wkroczyła jednak kolejna wielka armia bułgarska, wiodąc kolejnego kandydata Czasława Klonimirovicia. Zachariasz zbiegł do Chorwacji. Bułgarzy uwięzili żupanów serbskich, którzy przybyli przywitać nowego władcę, spustoszyli kraj i wcielili go do Bułgarii.